# Hamid Bahri
Pour les articles homonymes, voir Bahri (homonymie).
Hamid Bahri (en arabe : حميد بحري) est un footballeur algérien né le 13 octobre 1989 à Mohammadia dans la wilaya de Mascara. Il évolue au poste d'arrière droit au MO Béjaïa.

## Biographie
Il évolue en première division algérienne avec les clubs, du CS Constantine, ou il a été sacré champion d'Algérie en 2018, du MO Béjaïa et de l'Olympique de Médéa. Il dispute actuellement 69 matchs en inscrivant un but en Ligue 1.

## Palmarès
CS Constantine
- Championnat d'Algérie (1) :
  - Champion : 2017-18.